# Drynaria baronii
Drynaria baronii är en stensöteväxtart som först beskrevs av Christ, och fick sitt nu gällande namn av Friedrich Ludwig Diels. Drynaria baronii ingår i släktet Drynaria och familjen Polypodiaceae. Inga underarter finns listade.